# سكوت سمارت
سكوت سمارت (بالإنجليزية: Scott Smart)‏ مواليد 29 مايو 1974 في كنت، هو متسابق دراجات نارية إنجليزي ومعلق تلفزيوني للقناة الرابعة. نافس في سباقات بطولة العالم لفئة 500 سي سي ولفئة 250 سي سي ولفئة 50 سي سي. هو ابن بول سمارت (متسابق دراجات نارية) وعمه هو باري شين.

## روابط خارجية
- سكوت سمارت على موقع MotoGP.com (الإنجليزية)
- سكوت سمارت على موقع WorldSBK.com (الإنجليزية)